# Natalja Sjaposjnikova
Natalja Vitaljevna Sjaposjnikova-Soet (Russisch: Наталья Витальевна Шапошникова-Сут) (Rostov aan de Don, 24 juni 1961) is een voormalig turnster uit de Sovjet-Unie. Ze vertegenwoordigde haar vaderland op de Olympische Zomerspelen 1980 in Moskou.
Sjaposjnikova wordt gezien als de eerste vrouwelijke turnster die een reuzenzwaai op de brug ongelijk turnde. Verder was ze de eerste die het naar haar vernoemde 'Shaposhnikova' element of 'Shaposh' element op de brug ongelijk uitvoerde, vanuit de handstand een buikdraai om de lage legger om vervolgens achteruit een vlucht te maken naar de hoge legger. Ook stond Sjaposjnikova bekend om haar handstanden op één arm op de balk.
In 2010 kreeg Sjaposjnikova een plaats in de 'International Gymnastics Hall of Fame'.
In 1982 trouwde ze met voormalig turner Pavel Soet, hij maakte deel uit van het team uit de Sovjet-Unie dat op de wereldkampioenschappen van 1981 goud won op het team onderdeel. Samen hebben zij een dochter en een zoon. Het koppel heeft samen met hun dochter Olga een turnschool in de Verenigde Staten.

## Resultaten

### Olympische Zomerspelen
| Jaar | Plaats | Resultaten                                                      |
| ---- | ------ | --------------------------------------------------------------- |
| 1980 | Moskou | Team meerkamp · 4e Individuele meerkamp · Sprong · Balk · Vloer |

### Wereldkampioenschappen
| Jaar | Plaats      | Resultaten                                                 |
| ---- | ----------- | ---------------------------------------------------------- |
| 1978 | Straatsburg | Team meerkamp · Individuele meerkamp · 6e Sprong · 8e Balk |
| 1979 | Fort Worth  | Team meerkamp                                              |

### Europese kampioenschappen
| Jaar | Plaats     | Resultaten                                                        |
| ---- | ---------- | ----------------------------------------------------------------- |
| 1979 | Kopenhagen | Individuele meerkampen · Sprong · 6e Brug ongelijk · Balk · Vloer |

### Top scores
Hoogst behaalde scores op mondiaal niveau (Olympische Spelen of Wereldkampioenschap finales).
| Onderdeel            | Score  | Wedstrijd                   | Locatie |
| -------------------- | ------ | --------------------------- | ------- |
| Individuele meerkamp | 79.025 | Olympische Zomerspelen 1980 | Moskou  |
| Sprong               | 19.725 | Olympische Zomerspelen 1980 | Moskou  |
| Balk                 | 19.725 | Olympische Zomerspelen 1980 | Moskou  |
| Vloer                | 19.825 | Olympische Zomerspelen 1980 | Moskou  |